# Monofluorophosphate de sodium
Le monofluorophosphate de sodium est un composé inorganique de formule Na2PO3F utilisé dans certains dentifrices.

## Synthèse
Le fluorophosphate de sodium peut être obtenu d'une réaction entre le métaphosphate de sodium et le fluorure de sodium à 650 °C:
{\displaystyle \mathrm {NaPO_{3}+NaF\longrightarrow Na_{2}PO_{3}F} }

## Utilisation
Le monofluorophosphate de sodium est utilisé dans les dentifrices comme agent antibactérien. Ce composé est utilisé en remplacement du fluorure de sodium, les études comparant l'efficacité de ces deux composés n'ont jusqu'ici pas permis de déterminer une activité supérieure du monofluorophosphate de sodium,,.
L’efficacité de ce composé a également été testée contre l'ostéoporose.
Ce composé est, de plus, utilisé comme inhibiteur de corrosion dans les bétons.

## Dénominations
Autres dénominations non officielles :
- fluorophosphate de disodium ;
- monofluorophosphate de disodium ;
- phosphofluoridate de disodium ;
- monofluorophosphate de sodium ;
- monofluorophosphate disodique.

## Risques
Le monofluorophosphate de sodium n'est pas classé comme cancérigène, mais une ingestion de fluor en trop grande quantité peut provoquer une fluorose dentaire.